# Uzquiano de Suso
Uzquiano de Suso  (en euskera: Uzkio o Uzkio Trebiñu) es un despoblado que actualmente forma parte del municipio de Condado de Treviño, en la provincia de Burgos, Castilla y León (España).

## Historia
Documentado desde 1025, se desconoce cuándo se despobló.